# Caroline-Mathilde de Danemark
Titre
Princesse consort héritière de Danemark
20 avril 1947 – 27 mars 1953
(5 ans, 11 mois et 7 jours)
Signature
La princesse Caroline-Mathilde de Danemark, née à Gentofte le 27 avril 1912 et morte à Kongens Lyngby le 12 décembre 1995, est une princesse danoise. Petite-fille du roi Frédéric VII de Danemark, elle est l'épouse du prince héréditaire Knud de Danemark, soit la tante par alliance de la reine de Danemark Margrethe II. Elle exerce donc le rôle de l'épouse de l'héritier du trône danois entre 1947 et 1953.

## Biographie

### Premières années

#### Naissance et famille

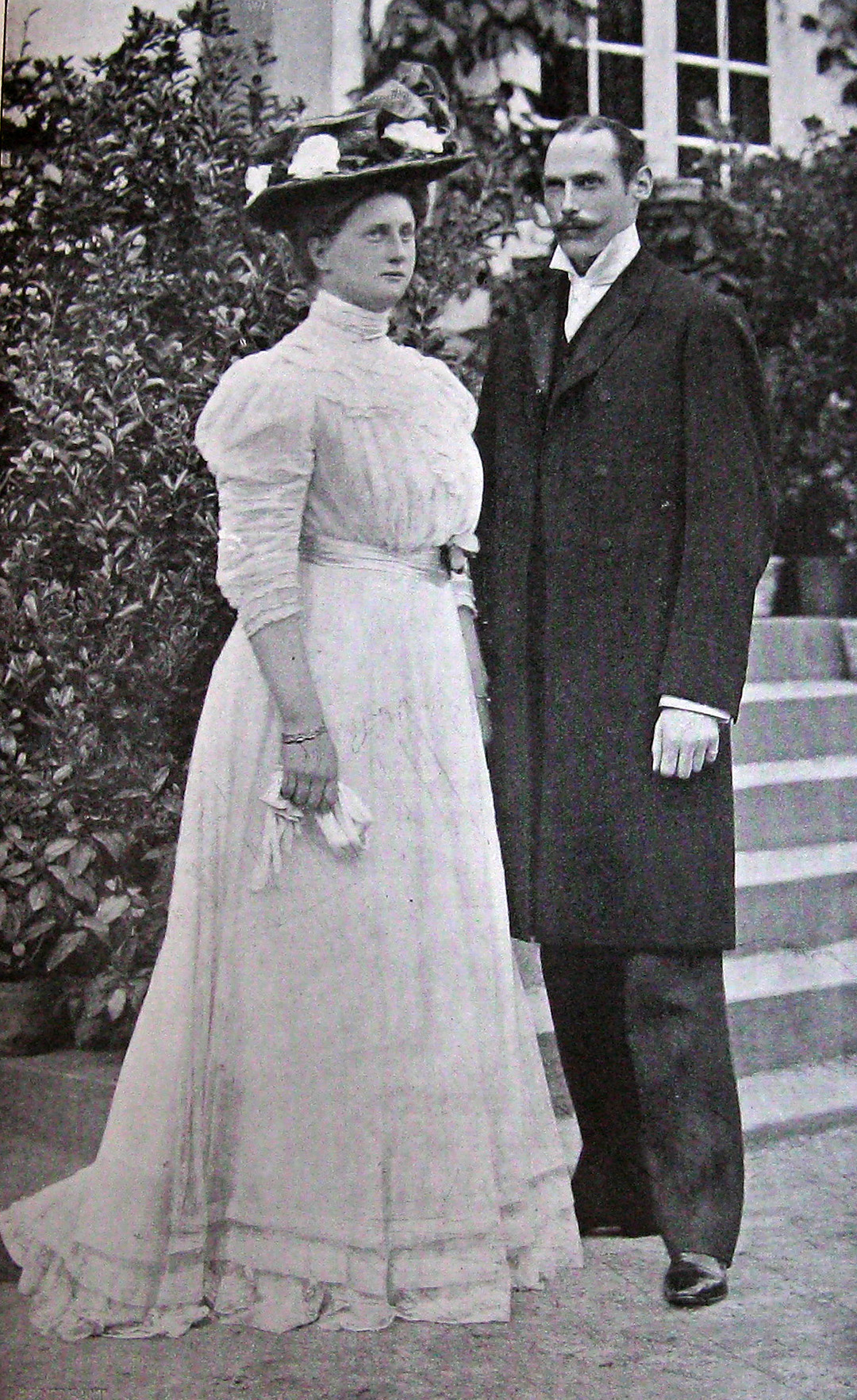
Le prince Harald et la princesse Hélène, parents de la princesse Caroline-Mathilde, en 1909.

Nièce du roi Christian X, la princesse Caroline-Mathilde de Danemark est née le 27 avril 1912 au château de Jægersborghus (en), la résidence de ses parents à Gentofte au nord de Copenhague. Elle était le second enfant et la fille du prince Harald, lui-même fils du roi Frédéric VIII et de la princesse Louise de Suède. Sa mère était la princesse Hélène de Schleswig-Holstein-Sonderbourg-Glücksbourg, fille du duc Frédéric-Ferdinand de Schleswig-Holstein-Sonderbourg-Glücksbourg et de la princesse Caroline-Mathilde de Schleswig-Holstein-Sonderbourg-Augustenbourg.
La princesse Caroline-Mathilde, de son nom de baptême Caroline Mathilde Louise Dagmar Christine Maud Augusta Ingeborg Thyra Adelheid, porte le nom de sa grand-mère et est connue dans la famille sous le surnom de Calma. En tant que petite-fille d'un monarque danois dans la lignée masculine, elle porte dès sa naissance le titre de princesse de Danemark avec la qualification d'altesse.

#### Enfance et jeunesse
La princesse Caroline-Mathilde grandit avec ses deux sœurs, la princesse Feodora et la princesse Alexandrine-Louise, et ses deux frères, le prince Gorm et le prince Oluf. Pendant les huit premières années de sa vie, la famille vit à Jægersborghus. À partir de 1918, la famille vit dans une villa à Ryvangen dans le quartier d'Østerbro à Copenhague.
À l'âge de 18 ans, la princesse Caroline-Mathilde, passionnée de la photographie, fait son apprentissage auprès de la photographe Anne Marie Lindequist, qui deviendra plus tard l'une des photographes préférées de la reine Ingrid.

### Fiançailles et mariage

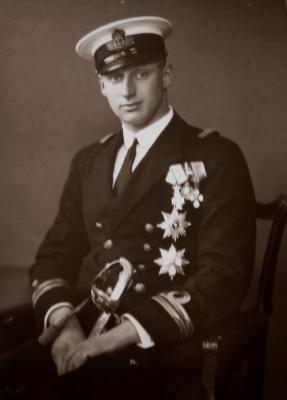
Le prince Knud en 1935.

Le 27 janvier 1933, la princesse Caroline-Mathilde se fiance à l'âge de 20 ans avec son cousin germain, le prince Knud de Danemark (1900-1976), de douze ans son aîné. Le prince Knud est le deuxième fils du roi Christian X de Danemark et de la reine Alexandrine, et son père est donc le frère ainé du père de la princesse Caroline-Mathilde. Le mariage a lieu le 8 septembre de la même année à la chapelle royale du château de Fredensborg dans le nord de l'île de Seeland non loin de Copenhague. Trois enfants naissent de cette union: la princesse Élisabeth en 1935, le prince Ingolf en 1940 et le prince Christian en 1944.
Après le mariage, elle et son mari s'installent dans un aile latérale du palais de Sorgenfri, situé sur les rives du petit fleuve Mølleåen à Kongens Lyngby (en) au nord de Copenhague.
Le prince et la princesse vivent ensuite au palais de Sorgenfri pour le reste de leur vie. En 1944, le prince Knud hérite de son oncle le prince Gustave de Danemark du château d'Egelund près de Fredensborg dans le nord de Seeland. Le couple l'utilise ensuite comme résidence d'été jusqu'à ce que le prince Knud le vende à l'Association des employeurs danois en 1954. En 1952, le prince Knud hérite de sa mère, la reine Alexandrine, la résidence d'été de ses parents, la villa Klitgaarden à Skagen dans le nord de Jutland. Le couple l'utilise ensuite comme leur résidence d'été et elle reste en possession de la famille jusqu'en 1997.

### Princesse héréditaire

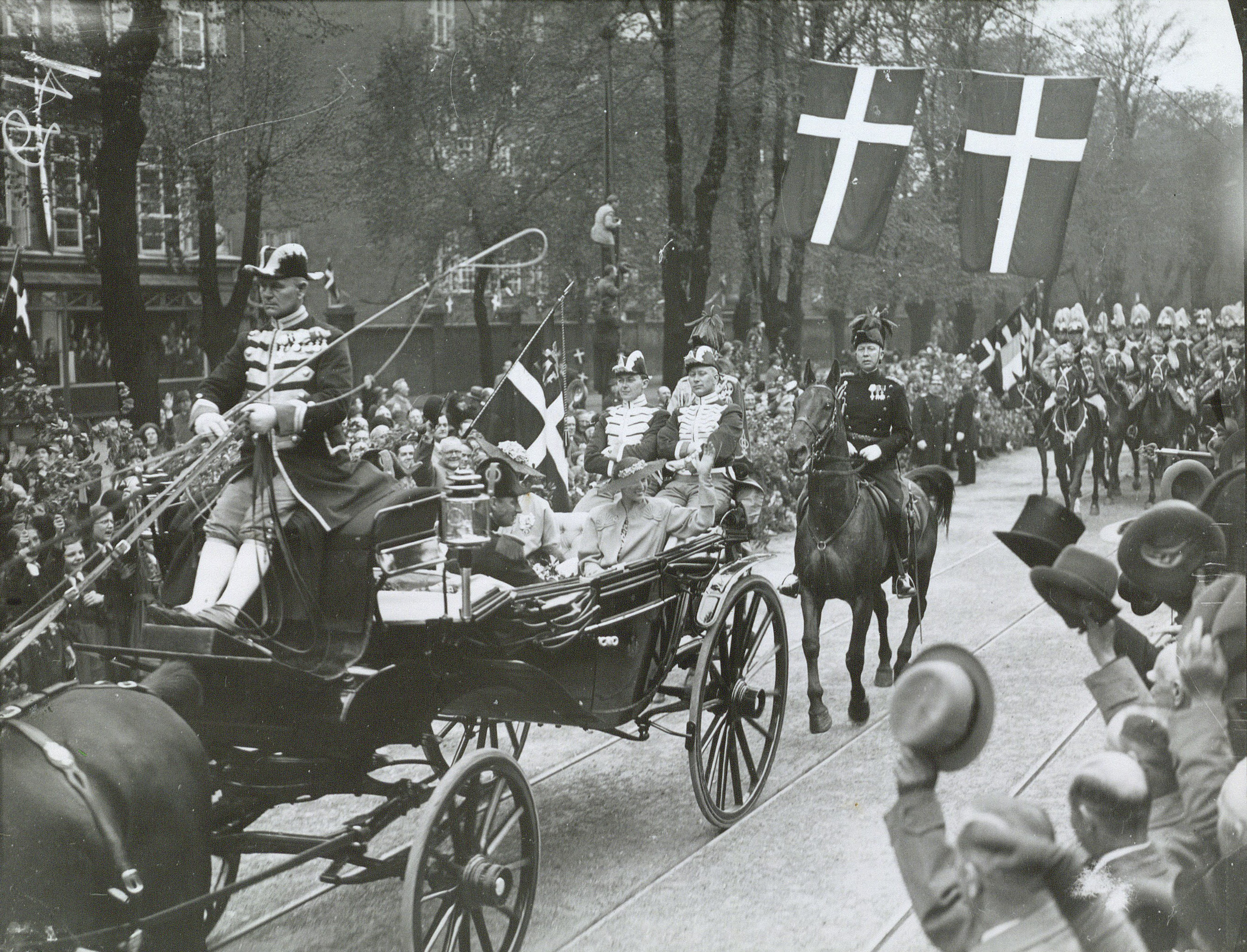
Jubilé d'argent du roi Christian X le 15 5 1937. Le prince Knud et la princesse Caroline-Mathilde sont vus dans le landau.

Ne désirant pas jouer un rôle public de premier plan, la princesse mène une vie tranquille. Elle s'engage dans des œuvres caritatives, particulièrement auprès de la minorité danoise d'Allemagne.
À la mort du roi Christian X le 20 avril 1947, le frère aîné du prince Knud, le prince héritier Frédéric, monte sur le trône sous le nom de Frédéric IX. La loi de succession de l'époque, qui dicte les règles gouvernant l'ordre de succession au trône danois, suit les principes de la loi salique et n'autorise pas la succession féminine. Le roi Frédéric IX n'ayant que trois filles, le prince Knud devient en conséquence l'héritier du trône. La princesse Caroline-Mathilde exerce donc le rôle de l'épouse de l'héritier du trône danois, jusqu'à ce qu'un amendement constitutionnel en 1953 autorise une succession partielle féminine au Danemark, faisant perdre au frère cadet du roi sa qualité d'héritier du trône.

### Décès et inhumation
Le prince héréditaire Knud meurt le 14 juillet 1984. La princesse héréditaire Caroline-Mathilde survit 19 ans à son mari et décède au palais de Sorgenfri le 12 décembre 1995, à l'âge de 83 ans. Elle est inhumée aux côtés de son époux dans la crypte sous la cathédrale de Roskilde, la nécropole traditionnelle des rois de Danemark depuis le XVe siècle.

## Famille et descendance
De l'union de Caroline-Mathilde de Danemark et de Knud de Danemark naissent trois enfants :
- la princesse Élisabeth de Danemark, née à Copenhague le 8 mai 1935 et morte le 19 juin 2018, sans descendance ;
- le prince Ingolf de Danemark, né le 17 février 1940. Il se marie avec Inge Terney le 13 janvier 1968 sans le consentement de son oncle, le roi, et perd ses titres princiers et renonce à ses droits au trône pour devenir comte de Rosenborg. Il devient veuf à la mort de la comtesse Inge en 1996, puis épouse Sussie Pedersen en 1998. Aucun de ses deux mariages ne lui a permis d'avoir une descendance ;
- le prince Christian de Danemark, né le 22 octobre 1942, mort le 21 mai 2013. Il a trois enfants avec Anne-Dorthe Maltoft-Nielsen : Josephine, Camilla et Feodora. À la suite de ce mariage en 1971, lui aussi réalisé sans le consentement de son oncle il devient, comme son frère, comte de Rosenborg et perd ses titres princiers et ses droits au trône.